# تنهایی امریکای لاتین
«تنهایی امریکای لاتین» عنوان سخنرانی‌ای است که گابریل گارسیا مارکز  پس از دریافت جایزه نوبل ادبیات در ۸ دسامبرِ ۱۹۸۲، در آکادمی سوئد ایراد کرد. مارکز جایزه‌اش را از دست پروفسور لارس ژیلنستن دریافت کرد. عمدهٔ شهرت گارسیا مارکز به خاطر رمانش صد سال تنهایی ست، که اولین بار در سال ۱۹۶۷ منتشر شد. 
موضوعات مختلفی که مارکز در این سخنرانی مطرح کرد انعکاسی هستند از داستان‌های کوتاه و رمان‌های نویسنده. او به تاریخ استعمار، دورهٔ پسااستعماری و بازدارندگی فرهنگ آمریکای لاتین اشاره کرد و به ویژه از آن دسته کشورهای آمریکای لاتین سخن گفت که سیاست خارجی تأثیر منفی بر آنها گذاشته‌است.
«پنج جنگ و هفده کودتای نظامی رخ داده است. دیکتاتوری شیطان‌صفت پیدا شده، که به نام خدا، اولین نسل‌کشی در آمریکای لاتین را در زمان ما رقم زده است. زنان بیشماری حین بارداری دستگیر شده‌اند و فرزندانشان را در زندان‌های آرژانتین به دنیا آورده‌اند، اما هیچ کس از محل زندگی و هویت فرزندانشان خبر ندارد، چون به دستور مقامات نظامی پنهانی به فرزندخواندگی داده شدند یا به یتیم‌خانه‌ها فرستاده شدند.»